# Samarij
Samarij je kemični element s simbolom Sm in atomsko število 62. Gre za zmerno trdo srebrno kovino, ki v zraku počasi oksidira. Ker je samarij tipičen član lantanidne serije, običajno prevzame oksidacijsko stanje +3. Znane so tudi spojine samarija (II), predvsem monoksid SmO, mono halkogenidni SmS, SmSe in SmTe ter samarijev (II) jodid . Slednja spojina je običajen reducent v kemijski sintezi. Samarij nima pomembnejše biološke vloge, je le nekoliko toksičen.
Samarij je leta 1879 odkril francoski kemik Paul-Émile Lecoq de Boisbaudran in ga poimenoval po mineralu samarskit, iz katerega je bil izoliran. Mineral so poimenovali po ruskem rudarskem uradniku, polkovniku Vasiliju Samarskem-Bihovcu, ki je tako postal prva oseba, po kateri so, čeprav le posredno, imenovali kemični element. Čeprav je samarij uvrščen med redke zemeljske elemente, je 40. najpogostejši element v zemeljski skorji in je pogostejši kot kaka kovina, na primer kositer . Samarij je prisoten s koncentracijo do 2,8% v več mineralih, med drugim v ceritu, gadolinitu, samarskitu, monacitu in bastnäsitu; zadnja dva sta najpogostejša komercialna vira elementa. Te minerale večinoma najdemo na Kitajskem, v ZDA, Braziliji, Indiji, Šrilanki in Avstraliji; Kitajska je daleč na svetu vodilna v pridobivanju  in proizvodnji samarija.
Glavna komercialna uporaba samarija je v trajnih samarij-kobaltovih magnetih,  z močjo na drugem mestu za  magneti neodima; pri tem lahko samarijeve spojine prenesejo bistveno višje temperature, nad 700 °C (1.292 °F), ne da bi zaradi višje Curiejeve točke zlitine izgubile svoje magnetne lastnosti. Radioaktivni izotop samarij-153 je aktivna sestavina zdravila samarij (153Sm) lexidronam (Quadramet), ki ubija rakave celice pri zdravljenju pljučnega raka, raka prostate, raka dojke in osteosarkoma . Drugi izotop, samarij-149, je močan absorber nevtronov in se zato dodaja nadzornim palicam jedrskih reaktorjev . Nastaja tudi kot razpadni produkt med delovanjem reaktorja in je eden pomembnih dejavnikov, ki se upošteva pri zasnovi in delovanju reaktorja. Druge aplikacije samarija vključujejo katalizo kemičnih reakcij, radioaktivno datiranje in rentgenske laserje .